# Andrea Bacchetti (pianista)
Andrea Bacchetti (Genova, 23 settembre 1977) è un pianista italiano.

## Biografia
Andrea Bacchetti iniziò la sua carriera da giovanissimo, come enfant prodige, dopo che gli fu riconosciuto l'orecchio assoluto all'età di 5 anni. Già negli anni '80 è apparso sul piccolo schermo, ospite di Mike Bongiorno e di altre trasmissioni televisive, per le sue capacità musicali. Come concertista ha debuttato a 11 anni nella Sala Verdi del Conservatorio di Milano con i Solisti Veneti diretti da Claudio Scimone. 
La sua formazione come pianista si è avviata presso il Conservatorio Niccolò Paganini di Genova, dopo di che si è perfezionato con Luciano Berio e Rudolf Baumgartner. Infine ha conseguito il Diploma Master presso l'Accademia Pianistica "Incontri col Maestro" di Imola, con Franco Scala. Alla sua formazione musicale hanno contribuito anche musicisti di rilievo internazionale come Herbert von Karajan e Nikita Magaloff.
Nel 2001 la giuria del Concorso Micheli, presieduta da Luciano Berio, gli ha assegnato all’unanimità il Premio Speciale della Fondazione Calouste Gulbenkian per la migliore esecuzione del brano di musica contemporanea inserito nel programma di concorso.
Da allora si è esibito nelle massime istituzioni e festival di tutto il mondo, come il Lucerne Festival Strings, il Festival dei Due Mondi di Spoleto, il Festival pianistico internazionale "Arturo Benedetti Michelangeli" di Brescia e Bergamo, il Festival internazionale di musica da camera di Cervo, il Piano aux Jacobins di Tolosa, il Pacific Music Festival di Sapporo e molti altri, anche prendendo parte a tournée nei paesi dell’America del Nord e del Sud, oltre che in Giappone.
Sì è inoltre esibito con molte orchestre internazionali di rilievo, Camerata Salzburg e Salzburg Chamber Soloists, RTVE Madrid, Sinfónica de Asturia, Oviedo, OSCYL, Valladolid; MDR Lipsia, Kyoto Simphony Orchestra, Sinfonica di Tenerife, Filarmonica della Scala.
Oltre a dedicarsi all'attività di concertista, Bacchetti si impegna in diversi progetti discografici dedicati al suo maestro, Luciano Berio, e ad alcuni tra i più importanti compositori classici. Con la Sony Classical Italia e in collaborazione con la Biblioteca Marciana, incide una raccolta dedicata ad alcuni compositori attivi a Venezia nel XVIII secolo le cui partiture sono conservate nella Biblioteca: La tastiera italiana. Il ciclo viene aperto dalla registrazione delle sei sonate per clavicembalo di Luigi Cherubini, per la prima volta incise su pianoforte moderno nel 2009. Il disco viene inserito nella Penguin Guide to Recorded Classical Music 2010. Altro lavoro notevole in questo ciclo è il disco The Scarlatti Restored Manuscripts (2014), dedicato a Domenico Scarlatti, con cui Bacchetti ottiene il prestigioso premio ICMA (International Classical Music Award) per la categoria Musica strumentale barocca nello stesso anno.
Contemporaneamente alla Tastiera italiana, sempre con Sony Classical incide un ciclo dedicato a Johann Sebastian Bach.
Nel frattempo, si fa conoscere al grande pubblico italiano partecipando alle trasmissioni televisive di Piero Chiambretti (Chiambretti Night 2010/2011, Chiambretti Sunday Show, Chiambretti Supermarket, Grand Hotel Chiambretti).
Negli ultimi anni, Andrea Bacchetti ha portato avanti diverse collaborazioni prestigiose con grandi musicisti italiani, sia classici che pop. Con Antonella Ruggiero incide nel 2016 La vita imprevedibile delle canzoni, un album in cui la cantante ripropone 15 suoi successi riarrangiati da Stefano Barzan per il pianoforte classico. Nel 2018 accompagna il maestro Uto Ughi nel suo ultimo lavoro discografico, Note d'Europa, pubblicato da Sony Classical.
Nel 2021/2022 torna a lavorare in tv con Chiambretti a Tiki Taka - La repubblica del pallone.

## Discografia

### Album
- Luciano Berio. Piano Works (Decca Records, 2004)
- Felix Mendelssohn-Bartholdy. Opere per pianoforte e orchestra (Amadeus n. 177 - 2004)
- Andrea Bacchetti. Quindici anni con la musica (GOG Giovine Orchestra Genovese, 2004)
- Johann Sebastian Bach. English Suites BWV 806-811 (Decca Records, 2006)
- W.A. Mozart. Klavierkonzerte KV 413 - KV 414, Variazioni KV 264, Fantasia KV 397, Rondo KV 485 (La Bottega Discantica, 2006)
- Quaderno di Anna Magdalena Bach (Classic Voice n. 122/123 - 2009)
- Luciano Berio - A Portrait (Decca Records, 2009)
- Wolfgang Amadeus Mozart. Concerti per pianoforte e orchestra K413, K414, K415 (Amadeus n. 257 - 2011)
- Andrea Bacchetti. Bach, Debussy, Chopin (Suonare News - 1/2014)
- Johann Sebastian Bach. Variazioni Goldberg & Toccata BWV 914 (Amadeus n. 291 - 2014)
- Nordio & Bacchetti. Beethoven, Dvorak (Amadeus n. 301 - 2014)
- Andrea Bacchetti. Mozart (Suonare News - 1/2014)
- Johann Sebastian Bach. The Well-Tempered Clavier, Book 2 - BWV 870-893 (Arthaus Musik, 2022)

#### Ciclo "Andrea Bacchetti Plays Bach" (Dynamic)
- Two Parts Inventions&Sinfonias (2009)
- The Toccatas (2010)
- Goldberg Variations & 5 Pieces From the Klavierbüchlein (2011)

#### Ciclo "La tastiera italiana" (Sony Classical - RCA Red Seal)
- Luigi Cherubini. 6 Sonatas (2007)
- Baldassarre Galuppi. Piano Sonatas (2008)
- Benedetto Marcello. Piano Sonatas (2011)
- Domenico Scarlatti. The Scarlatti Restored Manuscripts (2012)
- Johann Adolf Hasse. Sonatas From the Italian Manuscripts (2014)

#### Ciclo "Johann Sebastian Bach" (Sony Classical)
- The French Suites BWV 812-817 (2012)
- The Italian Bach (2013)
- Keyboard Concertos BWV1052-1056 & BWV1058 (2015)

### Album dal vivo
- Musik in Luzern (VDE Gallo, 1996)
- Andrea Bacchetti Un Portrait vol.1-3 (Video Radio Classics, 1999, 2000, 2002)

### Partecipazioni
- La vita imprevedibile delle canzoni, Antonella Ruggiero (2016)
- Classic Vienna, Lena Belkina (2017)
- Note d'Europa, Uto Ughi (2018)

### DVD
- Goldberg Variations (2007)

## Riconoscimenti
- International Classic Music Awards 2014 per l'album The Scarlatti Restored Manuscript; Domenico Scarlatti, Antonio Soler: Sonatas[7]